# Comuna Maliuc, Tulcea
Maliuc este o comună în județul Tulcea, Dobrogea, România, formată din satele Gorgova, Ilganii de Sus, Maliuc (reședința), Partizani și Vulturu. Se află la circa 25 km est de orașul Tulcea, pe brațul Sulina al Dunării. Maliuc se găsește în prima treime vestică a Deltei Dunării, fiind unul din punctele incluse în foarte multe din traseele turistice dedicate vizitării Rezervației Biosferei Delta Dunării.

## Demografie
Componența etnică a comunei Maliuc
     Români (90,77%)
     Ruși lipoveni (1,11%)
     Alte etnii (0,62%)
     Necunoscută (7,5%)
Componența confesională a comunei Maliuc
     Ortodocși (87,33%)
     Romano-catolici (2,34%)
     Alte religii (1,85%)
     Necunoscută (8,49%)
Conform recensământului efectuat în 2021, populația comunei Maliuc se ridică la 813 locuitori, în scădere față de recensământul anterior din 2011, când fuseseră înregistrați 856 de locuitori. Majoritatea locuitorilor sunt români (90,77%), cu o minoritate de ruși lipoveni (1,11%), iar pentru 7,5% nu se cunoaște apartenența etnică. Din punct de vedere confesional, majoritatea locuitorilor sunt ortodocși (87,33%), cu o minoritate de romano-catolici (2,34%), iar pentru 8,49% nu se cunoaște apartenența confesională.

## Politică și administrație
Comuna Maliuc este administrată de un primar și un consiliu local compus din 9 consilieri. Primarul, Nicoleta Sevastian[*], de la Partidul Național Liberal, este în funcție din octombrie 2020. Începând cu alegerile locale din 2024, consiliul local are următoarea componență pe partide politice:
|  | Partid                    | Consilieri | Componența Consiliului | Componența Consiliului | Componența Consiliului | Componența Consiliului | Componența Consiliului | Componența Consiliului | Componența Consiliului |
|  | ------------------------- | ---------- | ---------------------- | ---------------------- | ---------------------- | ---------------------- | ---------------------- | ---------------------- | ---------------------- |
|  | Partidul Național Liberal | 7          |                        |                        |                        |                        |                        |                        |                        |
|  | Partidul Social Democrat  | 2          |                        |                        |                        |                        |                        |                        |                        |

## Obiective turistice
Colonia de cormorani, Martinca și Mitchina
Complexul Sontea- Fortuna
Vizitarea Sitului Arheologic Taraschina
Evenimente locale: Festivalul Scrumbieii, Hramul Bisericilor din Maliuc, Gorgova și Partizani.